# لاميون قوقازي
لاميون قوقازي (الاسم العلمي: Lamium caucasicum) هو نوع من النباتات يتبع جنس اللاميون من الفصيلة الشفوية.